# Pentanymphon antarcticum
Pentanymphon antarcticum är en havsspindelart som beskrevs av Hodgson, T.V. 1904. Pentanymphon antarcticum ingår i släktet Pentanymphon och familjen Nymphonidae. Inga underarter finns listade i Catalogue of Life.